# San Bernardo (San Justo)
San Bernardo es una localidad argentina ubicada en el departamento San Justo de la provincia de Santa Fe. Se encuentra 5 km al este de la ruta nacional 11, y 11 km al sur de San Justo.
Fundador: Bernardo Tonelli (1863-1929).
En 2005 se construyó la red de agua potable de la localidad.

## Población
Cuenta con 103 habitantes (Indec, 2010), lo que representa un descenso de 2 personas frente a los 105 habitantes (Indec, 2001) del censo anterior.
| Gráfica de evolución demográfica de San Bernardo entre 1991 y 2010 |
|                                                                    |
| Fuente: Censos nacionales del INDEC                                |